# Rijkspenningmeester

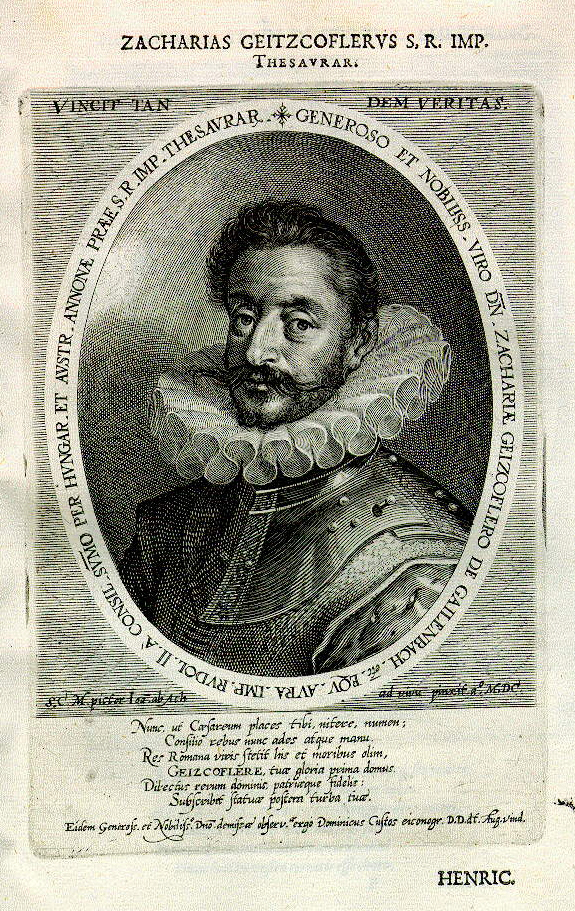
Zacharias Geizkofler was van 1589 tot 1603 rijkspenningmeester in het zuidelijke deel van het Rijk.

De rijkspenningmeester (Duits: Reichspfennigmeister) was een door de keizer van het Heilige Roomse Rijk benoemde ambtenaar. De rijkspenningmeester was verantwoordelijk was voor de controle van de rekeningen en de verzameling van de rijksbelastingen. Het ambt ontstond in 1495, in de periode van de rijkshervormingen. Tot 1557 was er een rijkspenningmeester, daarna werd de functie opgesplitst en waren er twee penningmeesters: een in het noordelijke en een in het zuidelijke deel van het Rijk.

## Taken
De rijkspenningmeester berekende de rijksbeslastingen die de verschillende rijksstanden schuldig waren. De rijksstanden waren zelf verantwoordelijk voor het ophalen van de belastingen. Onder leiding van de kreitsen werden de belastingen verzameld in een van de vier zogenaamde Legstädten: Augsburg, Frankfurt am Main, Neurenberg en Regensburg. In 1557 werd Leipzig hieraan toegevoegd.
De belangrijkste rijksbelastingen waren de Kammerzieler, die bedoeld waren om het Rijkskamergerecht te financieren, en de Römer monate, om het Rijksleger te betalen. 